# Rosarno

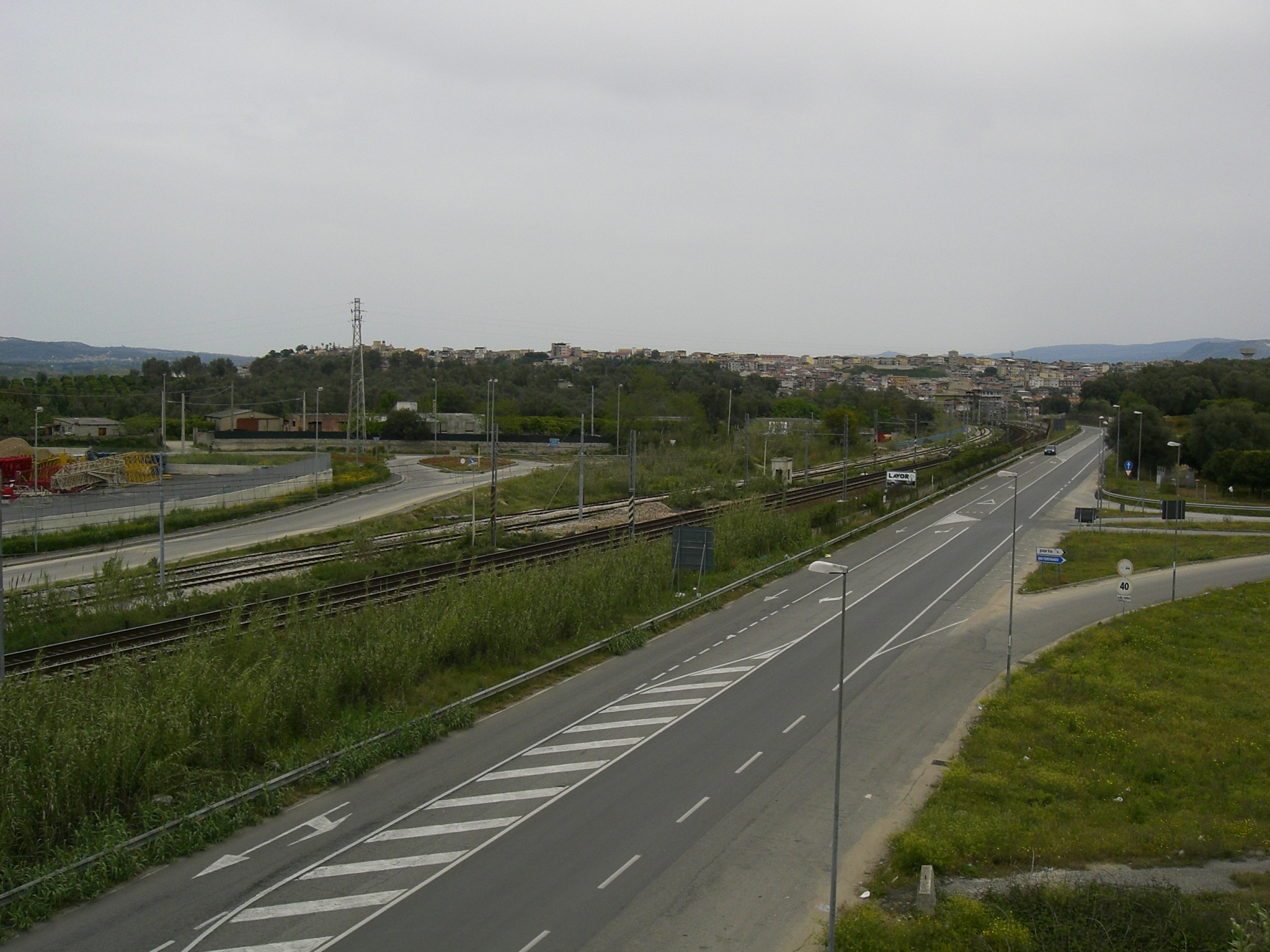
Rosarno

Rosarno is een gemeente in de Italiaanse provincie Reggio Calabria (regio Calabrië) en telt 15.155 inwoners (31-12-2004). De oppervlakte bedraagt 39,5 km², de bevolkingsdichtheid is 386 inwoners per km².
De volgende frazioni maken deel uit van de gemeente: Bosco.

## Demografie
Rosarno telt ongeveer 5089 huishoudens. Het aantal inwoners steeg in de periode 1991-2001 met 14,1% volgens cijfers uit de tienjaarlijkse volkstellingen van ISTAT.
| Jaar | Inwoneraantal |
| ---- | ------------- |
| 1991 | 13.191        |
| 2001 | 15.051        |

## Geografie
De gemeente ligt op ongeveer 60 m boven zeeniveau.
Rosarno grenst aan de volgende gemeenten: Candidoni, Cittanova, Feroleto della Chiesa, Gioia Tauro, Laureana di Borrello, Melicucco, Nicotera (VV), Rizziconi, San Ferdinando.